# Agent de stérilisation
Un agent de stérilisation est un salarié chargé de la décontamination, du lavage,du séchage,de la vérification, de la recomposition et de la stérilisation d'équipements médicaux.

## Profession
L'agent de stérilisation fait partie du domaine médical.

## Diplôme
Il s'agit d'un métier reconnu relevant du ministère chargé de la Santé.
Quelques formations peuvent mener à cette profession :
- Baccalauréat professionnel (Bac pro) Hygiène, propreté, stérilisation (HPS)[2]

- CAP (agent de propreté et d'hygiène)

- CAP (assistant technique en milieu familial et technique)

Le bac professionnel se prépare en 3 ans après la 3e.

## Activités
Le rôle du professionnel est :  
- nettoyage des locaux
- réception des dispositifs médicaux (DM) ou instruments médicaux déjà prédésinfectés pendant, au minimum, 15 min.
- Rinçage et nettoyage des DM, manuellement ou mécaniquement (machine à laver spécifique)
- Traçabilité des DM: pré-desinfection et lavage.
- vérification et tri des DM
- reconstitution des plateaux opératoires.
- conditionnement des plateaux ou DM isolés

Passage des DM à ľautoclave (respect du cycle et traçabilité)
- vérifier le conditionnement et le cycle autoclave.

Stockage ou distribution des DM dans les services concernés.
- La traçabilité du DM :

Prédésinfection, lavage, réception, autoclave, avant stockage ou distribution. 
- Respecter la marche en avant (pas de lien entre le sale et le propre. Toujours partir du sale vers le propre)

## Structures, salaire, heures de travail
Les lieux de travail d'un agent de stérilisation sont en hôpital, clinique et résidence de personnes âgées
Le salaire moyen brut[Quand ?] : 1660 euro et 2300 euro en fin de carrière
Heures de travail : 35 heures par semaine et possibilité de travailler de nuit 

## Évolution possible
L'agent de stérilisation a pour possibilité de devenir chef d'équipe au service stérilisation, cadre du service stérilisation (passage par école des cadres), ou aide-soignant grâce à l'obtention du diplôme DEAS (diplôme d'État d'aide-soignant).